# Bob Dadae
Sir Bob Dadae (Dawot, 8 marzo 1961) è un politico papuano, governatore generale della Papua Nuova Guinea dal 28 febbraio 2017.

## Biografia
Dopo un'elezione mancata nel 1997, fu eletto deputato del distretto di Kabwum nel 2002 e venne rieletto nel 2007 e nel 2012. Membro inizialmente del Partito Unificato, diventa membro del Congresso Nazionale del Popolo.
Eletto vicepresidente del Parlamento il 30 giugno 2004, è nominato ministro della Difesa nel governo del Primo ministro Michael Somare il 29 agosto 2007 e resta in carica fino al 2 agosto 2011.
Il 1º febbraio 2017 è eletto dal Parlamento governatore generale del suo paese, ricevendo 55 voti. Assume la carica il 28 febbraio succedendo a Michael Ogio, morto dieci giorni prima.